# Выбрасывание низкого мяча
Выбрасывание низкого мяча (англ. low-ball technique) — психологический феномен, который заключается в том, что люди склонны соглашаться на малопривлекательные изменения условий сделки, если они до этого уже приняли на себя обязательства по договору. Феномен был подтвержден экспериментом, проведенным в 1978 году психологами Робертом Чалдини, Джоном Качиоппо и др.
Технику выбрасывания низкого мяча часто используют в продажах, управлении, торговле, когда продавец сначала добивается обязательств по договору, а затем повышают цену сделки. Данный эффект объясняется теорией когнитивного диссонанса.

## Эксперимент
В исследовании, проведённом Чалдини, Качиоппо, Бассетом и Миллером участвовали 63 студента университета штата Огайо, слушавшие вводный курс по психологии. Их разделили на две группы. Первой группе предлагали стать участниками исследования «процесса мышления». Им сразу сообщалось, что занятие состоится в 7 часов утра. Только 24 % студентов этой группы изъявили готовность принять участие в исследовании. На второй группе студентов проверялся феномен «выбрасывания низкого мяча». Сначала их спрашивали, хотят ли они участвовать в исследовании мыслительных процессов. После того, как они отвечали — 56 % из них согласились — им сообщали, что занятие состоится в 7 часов утра и что они могут отказаться, если пожелают. Ни один из студентов данной группы не отказался от своих обязательств прийти на занятие.
Предполагалось, что методика «Выбрасывания низкого мяча» заставит участников второй группы явиться на собрание, несмотря на то, что им позже сообщалось новое условие — раннее время сбора.
Результаты эксперимента подтвердили гипотезу. Более того, в день проведения собрания 95 % студентов, к которым была применена тактика «выбрасывания низкого мяча», в соответствии со своим обязательством, явились на место встречи ровно в 7 часов утра.
Эксперимент свидетельствует о том, что человек, принимая на себя обязательства, даже после изменений условий в худшую сторону, старается держаться за сделку.

## Объяснение феномена «выбрасывание низкого мяча» через состояние когнитивного диссонанса
Когда человек уже наслаждается перспективой выгодной для него сделки и удовольствием от своего будущего приобретения, то отказ от такой сделки создаст у покупателя когнитивный диссонанс. Когнитивный диссонанс может быть предотвращён приуменьшением негативного эффекта от изменения условий с выгодных на малопривлекательные, путём их принятия. Тем самым человек закрепляет для себя позитивное отношение к сделке.